# Basová kytara

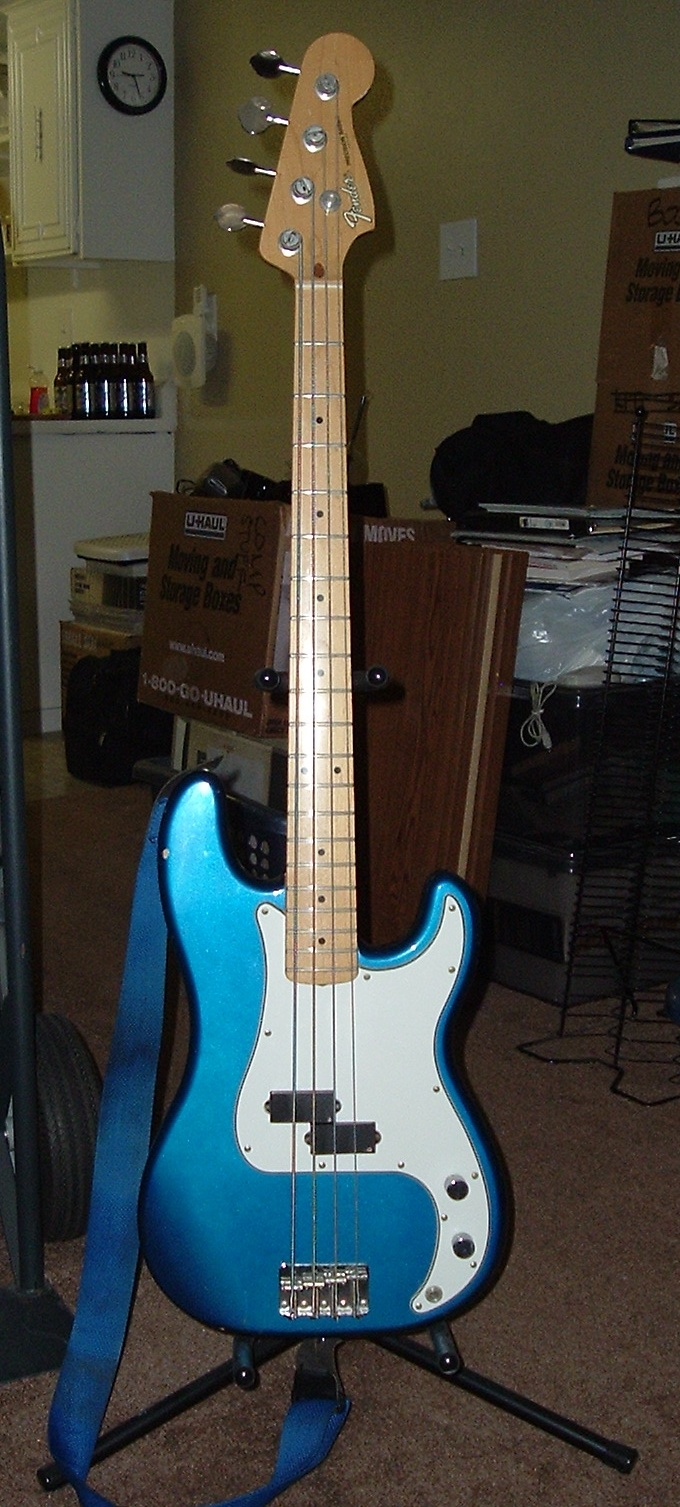
Precision Bass

Basová kytara (také baskytara nebo trochu nepřesně basa) je strunný hudební nástroj, který v moderní hudbě nahrazuje funkci kontrabasu. Úlohou basové kytary je tedy především hrát basovou linku. Spolu s bicími tak tvoří základ rytmu a podporuje harmonii. Baskytara se v některých žánrech prosadila i jako sólový nástroj (jazz, latin, funky aj.)
Basová kytara se začala používat v druhé polovině 20. století. Svým tvarem na první pohled připomíná elektrickou kytaru. Má ale mohutnější a masivnější tělo, delší krk a větší mensuru a kvůli silnějším strunám je i ladicí mechanismus robustnější. Obvykle má čtyři struny (vyskytují se i baskytary, které mají pět nebo dokonce jako elektrická kytara šest strun). Struny jsou laděné o jednu oktávu níž, než je uvedeno v notovém zápisu.
Basová kytara má obvykle, podobně jako elektrická kytara, pražce, ale existují i bezpražcové baskytary. Výjimečně se objevují i neelektrické akustické basové kytary.

## Historie

### 30. léta

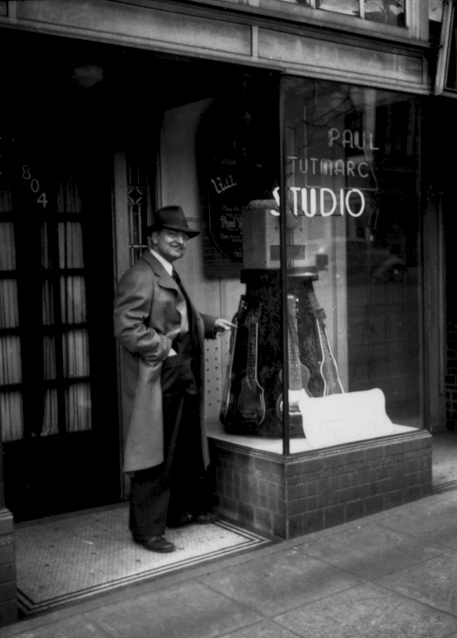
Paul Tutmarc, vynálezce moderní baskytary, před svými hudebninami v Seattlu

Ve třicátých letech 20. století vyvinul hudebník a vynálezce Paul Tutmarc ze Seattlu ve státě Washingtonu první elektrickou basovou kytaru v její moderní podobě - pražcový nástroj určený k horizontální hře. Katalog prodeje Tutmarcovy společnosti Audiovox z roku 1935 představoval „Model 736 Bass Fiddle“, pevnou elektrickou basovou kytaru se čtyřmi strunami, menzurou o délce 30 + 1⁄2 palce (775 milimetrů) a jedním snímačem. V tomto období vzniklo asi 100 kusů. Audiovox také prodával vlastní basový zesilovač „Model 236“.

### 50. léta

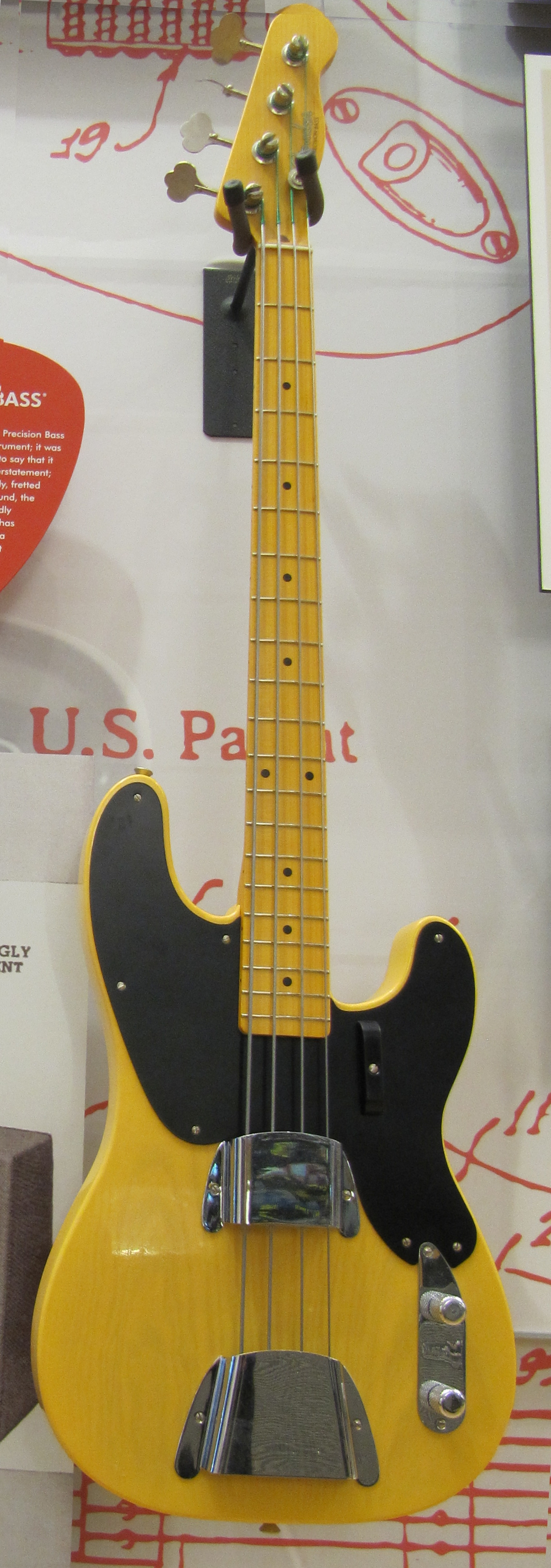
Jedna z prvních Fender Precision Bass

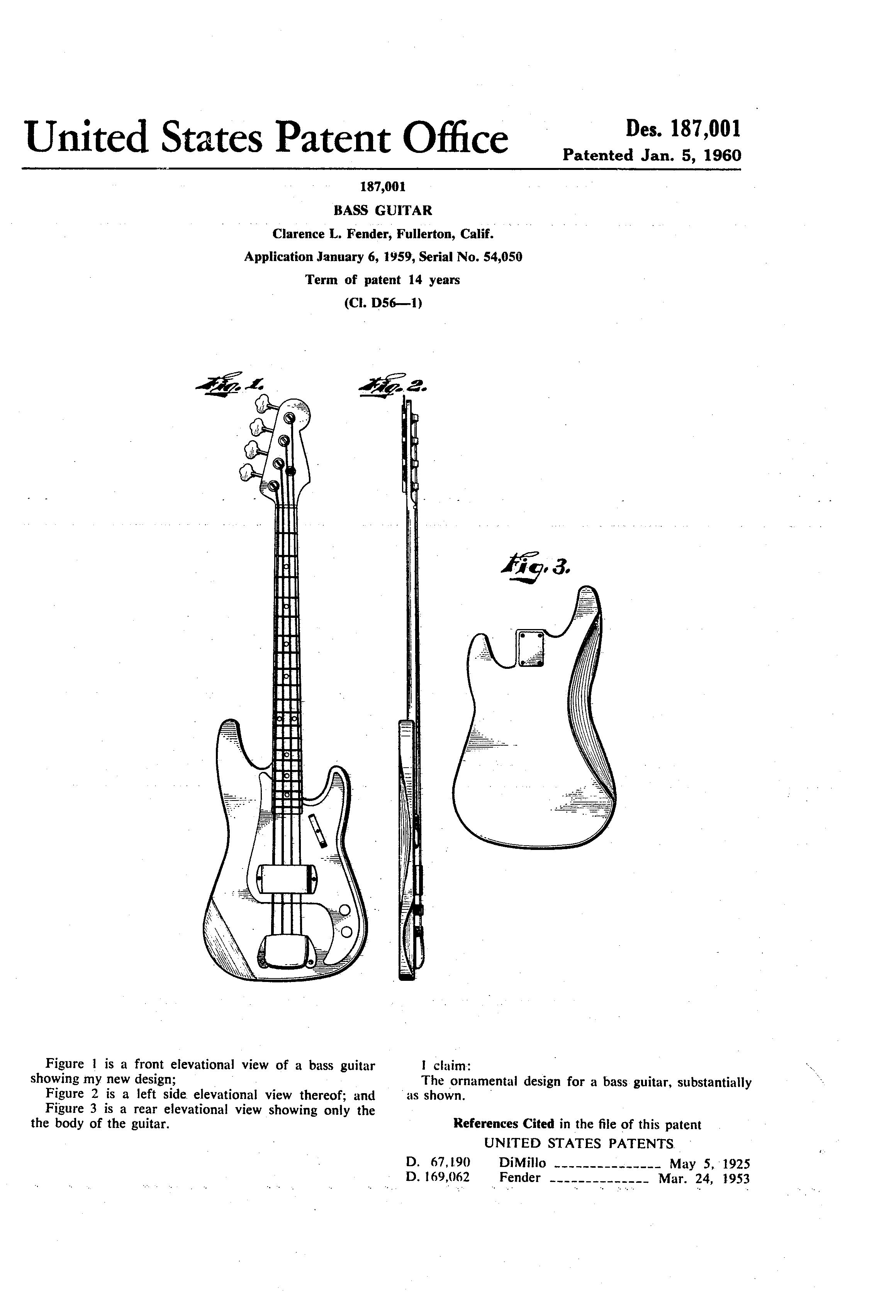
Patent vydaný společnosti Leo Fender pro Precision Bass druhé generace

V padesátých letech vyvinuli Leo Fender a George Fullerton první sériově vyráběnou elektrickou basovou kytaru. Společnost Fender Electric Instrument Manufacturing Company začala vyrábět Precision Bass neboli P-Bass v říjnu 1951. Konstrukce se vyznačovala jednoduchým konturovaným „deskovým“ designem těla a jednocívkovým snímačem podobně jako Fender Telecaster. V roce 1957 se Precision už více podobala modelu Fender Stratocaster s hranami těla zkosenými pro pohodlí a snímač byl změněn na humbucker.
Baskytara firmy Fender byla revolučním nástrojem pro živě vystupující hudebníky. Ve srovnání s velkým a těžkým kontrabasem, který byl v populární hudbě hlavním basovým nástrojem od počátku 20. století do 40. let, se basová kytara snadno na koncerty přenášela. Při zesilování byla basová kytara také méně náchylná k nežádoucí zvukové zpětné vazbě ve srovnání akustickými basami. Přidání pražců umožnilo basistům hrát melodii snadněji než na bezpražcových akustických nebo elektrických kontrabasech a kytaristům umožnilo snadnější přechod na tento nástroj. Právě proto dostala tato basová kytara název Precision - přesný
V roce 1953 se Monk Montgomery stal prvním basistou na turné s baskytarou Fender v poválečném big bandu Lionela Hamptona. Montgomery byl také pravděpodobně první, kdo s elektrickou basou nahrával, a to 2. července 1953 s Art Farmer Septet. Roy Johnson (s Lionelem Hamptonem) a Shifty Henry (s Louisem Jordanem a jeho Tympany Five) byli další časní průkopníci baskytar Fender. Bill Black, který hrál s Elvisem Presleyem, přešel kolem roku 1957 z kontrabasu na Fender Precision Bass. Basová kytara měla oslovit kytaristy i kontrabasisty a mnoho raných průkopníků nástroje jako Carol Kaye, Joe Osborn a Paul McCartney byli původně kytaristé.
Také společnost Gibson v roce 1953 vydala svojí první elektrickou baskytaru ve tvaru houslí v malém měřítku, typ EB-1, s výsuvným koncovým bodcem, aby basista mohl hrát svisle nebo vodorovně. V roce 1958 vydal Gibson typ EB-2 s javorovou vrchní deskou; v katalogu Gibsonu popsaný jako „elektrická basa s dutým tělem, která je vybavena přepínačem Basa/Baritón pro dvě různé tonální charakteristiky“. V roce 1959 na ně navázal konvenčněji vypadající typ EB-0. Model EB-0 byl svým vzhledem velmi podobný modelu Gibson SG. Baskytary Fender a Gibson používaly přišroubované a lepené krky.
V 50. letech začalo vyrábět basové kytary i několik dalších společností. V roce 1956 se na německém veletrhu „Musikmesse Frankfurt“ objevila výrazná baskytara Höfner 500/1 ve tvaru houslí, vyrobená technikami konstrukce houslí od houslaře Waltera Höfnera z druhé generace houslařů. Výrazně tento typ proslavil Paul McCartney. V roce 1957 představila firma Rickenbacker model 4000, první basu s designem „Neck-through“, kdy je krk součástí dřeva těla. Společnost Kay Musical Instrument Company zahájila v roce 1952 výrobu typu K-162, Danelectro vydal v roce 1956 Longhorn a Burns London/Supersound v roce 1958.

### 60. léta

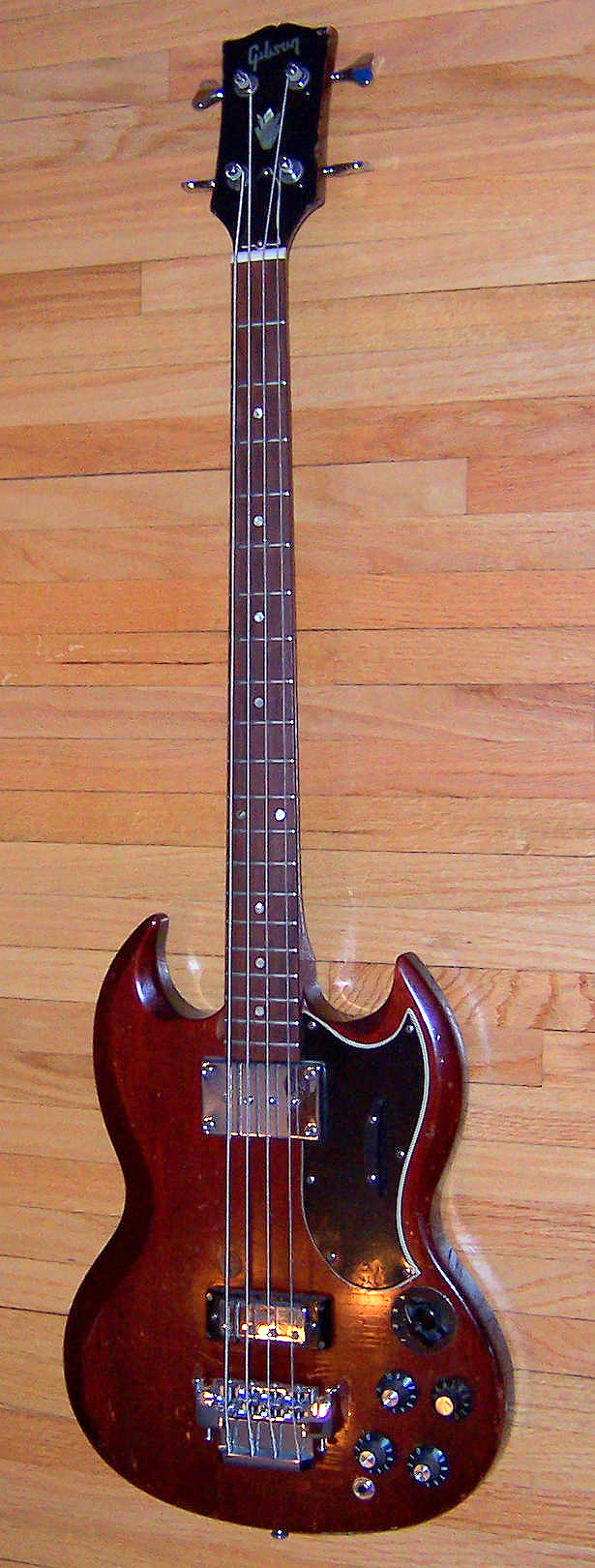
Gibson EB-3

S explozí popularity rockové hudby v 60. letech začalo vyrábět elektrické basy mnohem více výrobců, včetně firem Yamaha, Teisco a Guyatone. Fender Jazz Bass, představený v roce 1960, zpočátku známý jako „Deluxe Bass“, používal konstrukci těla známou jako offsetový pas, který byl poprvé použit na kytaře Jazzmaster ve snaze zlepšit pohodlí při hře v sedě. J-bass bývá vybaven dvěma snímači single coil.
Tvary snímačů na elektrických basách se často označují jako snímače "P" nebo "J" s odkazem na vizuální a elektrické rozdíly mezi snímači baskytar Precision Bass a Jazz Bass.
Ve snaze poskytnout nástroj s menzurou podobnějším nástrojům od firmy Gibson”, než o délce 34 palců (864 mm) jako Jazz a Precision Bass, začal Fender vyrábět  model Mustang Bass s délkou menzury 30 palců (762 mm). Šestistrunná byskytara Fender VI byla naladěna o oktávu níže než standardní kytarové ladění. Představena byla v roce 1961 a byl krátce na ní hrál Jack Bruce z Cream.
Společnost Gibson představila svůj model EB-3 s krátší menzurou o délce 30,5 palce (775 mm) v roce 1961. Tento model Jack Bruce také používal. EB-3 měla v místě kobylky „mini-humbucker“. Gibson měl tendenci vyrábět baskytary s menzurou 30,5", tedy s kratší délkou než Precision Bass a činil tak až do roku 1963, kdy představil model Gibson Thunderbird s menzurou 34 palců (864 mm).

### 70. léta
V roce 1972 ve firmě Alembic začali vyrábět elektrické baskytary pro náročnější hudebníky. Tyto drahé nástroje šité na míru, které používali např. Phil Lesh, Jack Casady a Stanley Clarke, se vyznačovaly jedinečným designem, prvotřídním ručně zpracovaným dřevěným tělem a inovativními konstrukčními technikami jako laminovanou konstrukcí o více vrstvách, krk vedl skrz celé tělo (tzv. neck-through) a dále byl krk z grafitových kompozitů. Alembic také propagovala používání vestavěné elektroniky pro předzesilování a ekvalizaci. Aktivní elektronika zvyšuje výkony nástroje a umožňuje více možností pro ovládání tonální flexibility, což dává hráči možnost zesílit i zeslabit určité frekvenční rozsahy a zároveň zlepšit celkovou frekvenční odezvu (včetně více zvuků s nízkým a vysokým registrem). V roce 1976 začala britská společnost Wal s výrobou vlastní řady aktivních baskytar. V roce 1974 Music Man Instruments, založená Tomem Walkerem, Forrestem Whitem a Leo Fenderem, představila StingRay, první široce vyráběnou baskytaru s aktivní elektronikou zabudovanou do nástroje. Baskytary s aktivní elektronikou mohou obsahovat předzesilovač a knoflíky k zesílení a ořezání nízkých a vysokých frekvencí. 
V polovině 70. let byly představeny pětistrunné basy, s velmi nízkou (tlustou) strunou „B“. V roce 1975 baskytarista Anthony Jackson pověřil řemeslníka Carla Thompsona, aby postavil šestistrunnou baskytaru laděnou (od nejnižších) B0, E1, A1, D2, G2, C3, s přidáním nízké struny B a vysoké C struny.

## Ladění nástroje

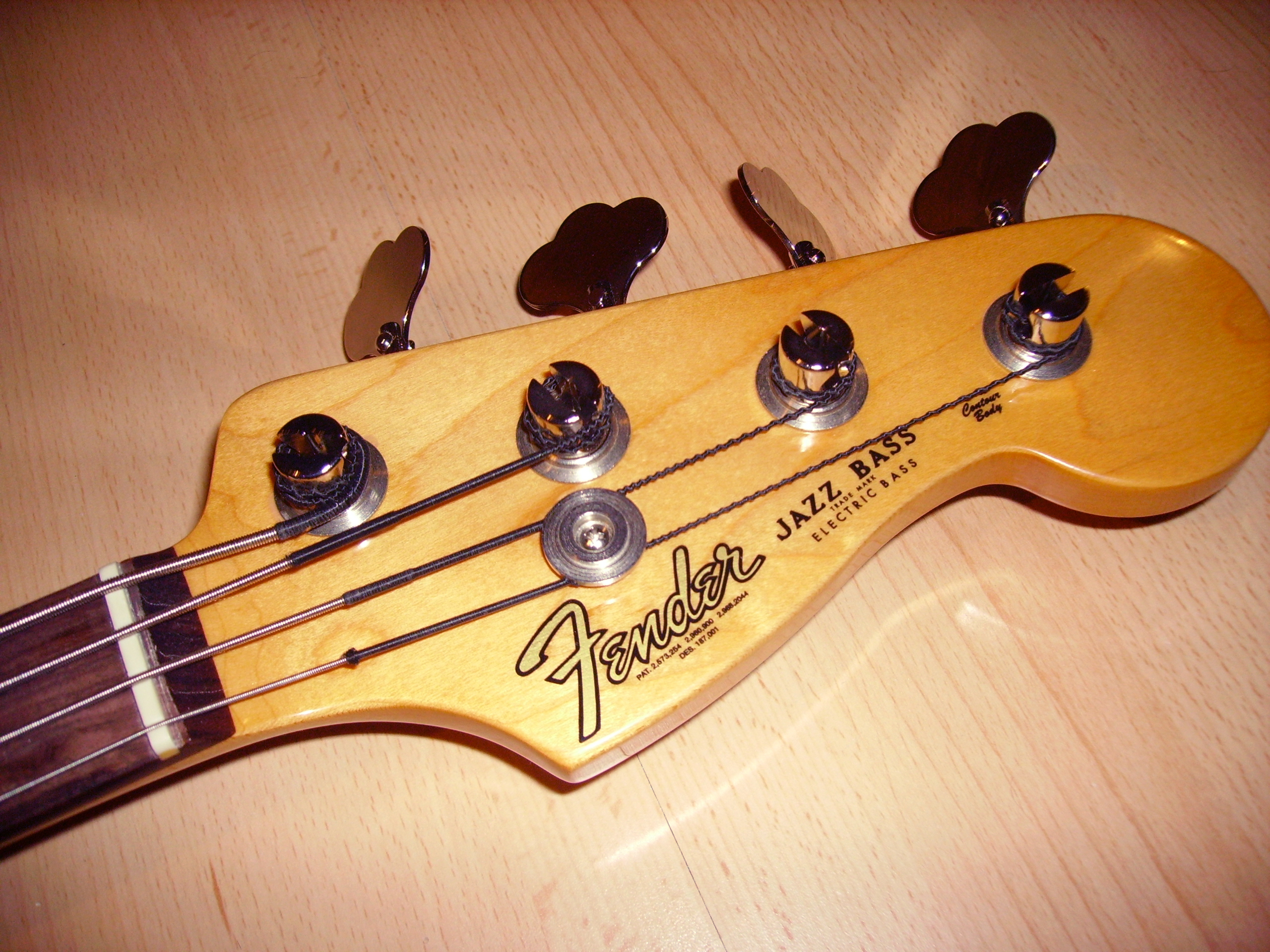
Hlava Fender Jazz Bass

Ladění nástroje je podobné jako u kytary. Čtyřstrunná baskytara bývá laděná stejně jako kontrabas po kvartách E, A, D, G (stejně jako čtyři nejhlubší struny kytary, avšak o oktávu níže). Pokud má basová kytara více strun, přidává se obvykle hlubší H, nebo méně častěji i vysoké C. Někdy se u čtyřstrunné baskytary používá ladění H, E, A, D (čtyři hlubší struny od 5strunné baskytary).

## Stavba nástroje
Základní částí basové kytary jsou tělo a krk. Na konci krku je hlava s ladicí mechanikou s velkými křídlovými kolíky. Hmatník vždy obsahuje alespoň jeden - nultý pražec. Ten vymezuje společně s kobylkou délku struny - menzuru. Na těle pod strunami je umístěn jeden nebo více snímačů. Na těle se nacházejí i ovladače a potenciometry. Basová kytara musí mít i výstup pro připojení kabelu (nejčastěji velký jack). Celý nástroj musí být dostatečně pevný a masivní, aby udržel tah strun, které jsou silnější než u elektrické kytary. Důležité je také správné vyvážení a uchycení popruhů, aby se nástroj dobře držel a pohodlně ovládal.

### Pražce

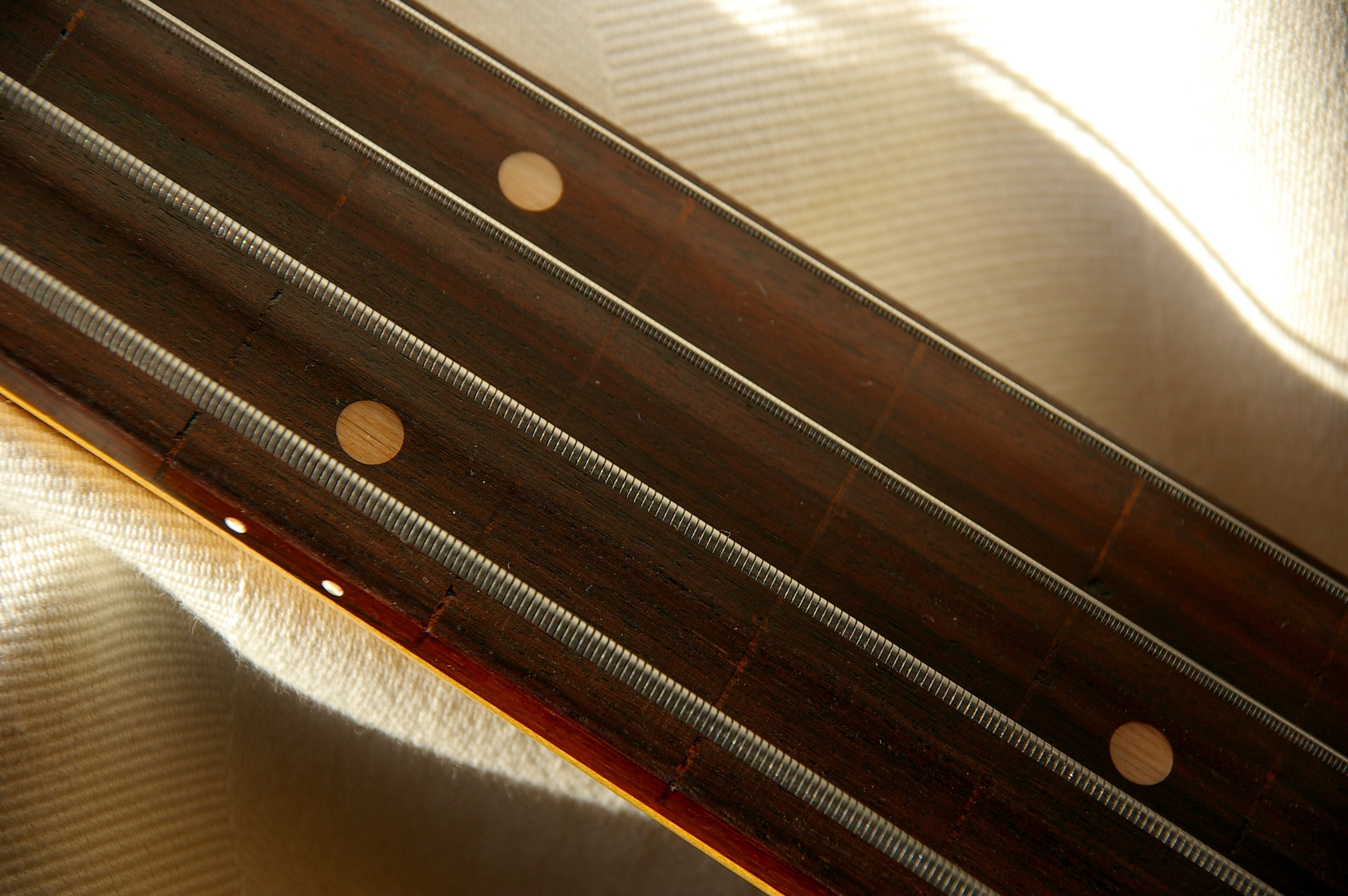
Bezpražcová baskytara

Pražce rozdělují hmatník na jednotlivá pole, která ladí výsledný tón po půltónech. Používají se i baskytary, které žádné pražce nemají. První komerčně úspěšná baskytara Fender Precision Bass, která se stala předlohou mnoha dalších baskytar, má 20 pražců. Basy bývají také často osazeny 24 pražci (dvě oktávy), ale např. Zon Hyperbass, bezpražcová experimentální baskytara, má hmatník navržen pro 3 oktávy (odpovídá 36 pražcům).

### Bezpražcová baskytara
Bezpražcová baskytara má jiný zvuk než baskytara s pražci. Struna musí být přitisknuta k hmatníku na přesném místě, stejně jako se to dělá u kontrabasu. I malý pohyb prstu se projeví na ladění tónů. Výsledný zvuk je měkčí, kulatější a umožňuje mnohem bohatší práci se zvukem a hudební výraz - glissando, vibrato nebo jemnější ladění a intonaci (např. čtvrttóny). Mnozí baskytaristé používají pražcové i bezpražcové baskytary a mění je podle typu skladby, kterou právě interpretují.
Bezpražcová basa se prosadila především v jazzu a jazz fusion.

### Vícestrunné baskytary
Vyrábějí se i nástroje s pěti strunami - přidává se obvykle struna H, tedy o kvartu níž než nejnižší struna. Šestistrunné baskytary mají navíc nejčastěji strunu C, která je o kvartu výš než struna nejvyšší. Ladění je potom velmi podobné ladění barytonové kytary - HEADGC oproti barytonovému HEADF#H. Jsou známy nástroje se 7, 8, 11 strunami.

## Technika hry

### Stát nebo sedět
Mnoho baskytaristů při hraní na basovou kytaru stojí. Je možno i sedět, zvlášť ve velkých hudebních tělesech (jazzový big band) nebo ve folkové hudbě. Záleží to především na osobní preferenci hráče nebo na očekávání kapelníka. Při hraní v sedě leží baskytara (u praváka) na levém stehně (podobně jako při hře na klasickou kytaru) nebo na pravém stehně. Způsob hry a vyvažování nástroje na pravém stehně se v zásadě neliší od způsobu hry ve stoje.

### Trsátko, prsty nebo palec

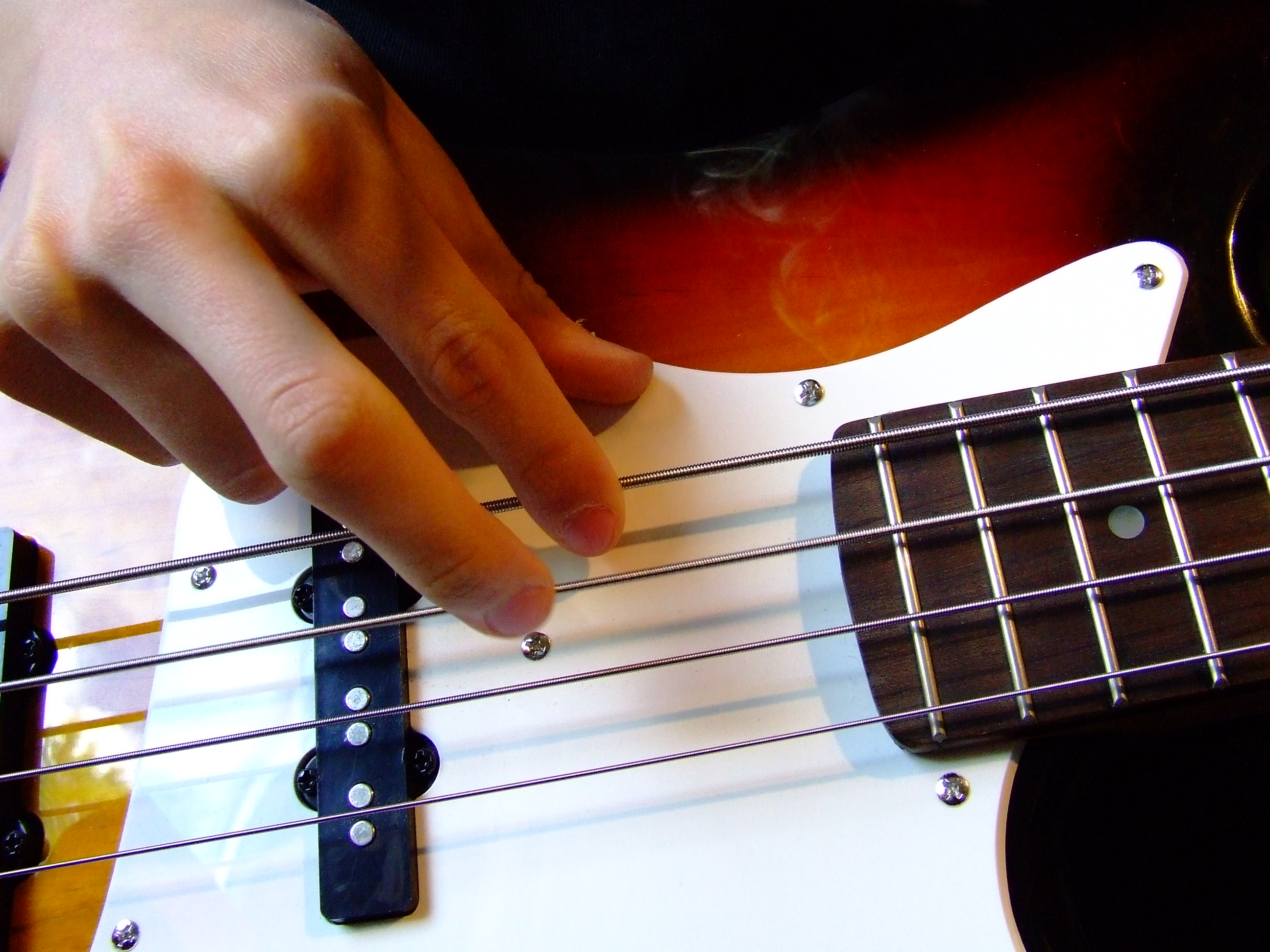
Hra prsty

Na elektrickou basovou kytaru se dá hrát podobně jako na kontrabas prsty nebo jako na kytaru trsátkem. Hra prsty se provádí střídáním ukazováku a prostředníčku, nebo různé kombinace ještě s prsteníčkem - tato technika produkuje spíše měkký, kulatý zvuk a její výhoda spočívá především v mnohostranném využití všech prstů (výjimečně i s malíčkem), tím pádem lépe zvládá melodicky složitější figury.
Naproti tomu hra trsátkem produkuje tvrdý konkrétní zvuk (bez kterého se velmi rychlá hra často ani neobejde, aby se série tónů stejné výšky neslévaly) a výhodou této techniky je především dosažitelná rychlost a zvládání rytmicky složitých figur vůbec, v neposlední řadě potom výdrž. Volba ale často závisí na typu hudby. Prsty se používají v jazzu nebo funku, trsátko zase v heavy metalu. Není to ale žádné dogma. Někteří hráči hrají prsty, ale používají nehty podobně jako při hře flamenco na klasické kytaře.

### Ke kobylce nebo ke krku
Podle toho, ve kterém místě jsou rozeznívány struny, se mění i barva tónu. Jaco Pastorius často hrál co nejblíže kobylce. Baskytara pak má jasný krátký zvuk. Geezer Butler naopak dává přednost hraní blíže krku. Zvuk je pak rozmáznutý, ale mohutný .

### Slap and pop
Další možnou technikou hry je hra palcem. Struny nejsou rozeznívány drnkáním ale nárazy palce proti nejvyššímu pražci hmatníku baskytary (slap), střídanými s vytrháváním struny ukazováčkem nebo prostředníčkem směrem od těla (pop). Touto technikou je známý Flea z kapely Red Hot Chili Peppers.

### Double thumb
Tuto techniku nezávisle na sobě vynašli dva baskytaristé: Marcus Miller a Victor Wooten. Jedná se o techniku, při které jsou struny rozeznívány palcem. Palec narazí na strunu, zastaví se o strunu níže a hned se vrací zpět nahoru (i zde rozezní strunu). Tato technika bývá doplněna trhnutím ukazováku a prostředníku.

## Role baskytary

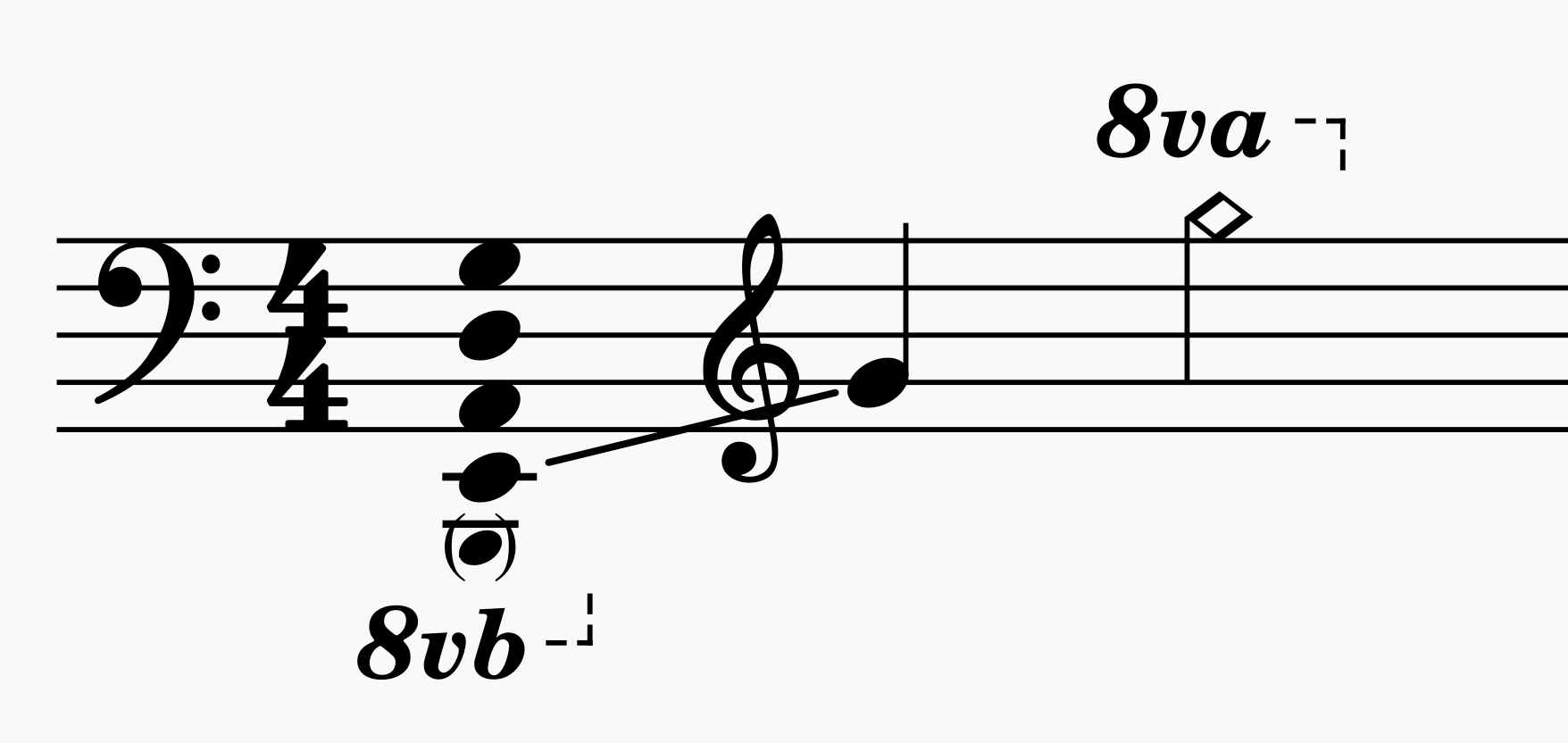
Tónový rozsah baskytary

Elektrická baskytara je dnes rozšířena v mnoha hudebních směrech. Někdy pouze nahrazuje původně používaný kontrabas, někdy se stává velmi důležitým nástrojem. Baskytara se ovládá snadněji než kontrabas, dá se dobře zesilovat, baskytarista má na pódiu mnohem více volnosti než hráč na kontrabas. Proto se v některých hudebních stylech stává baskytara rovnocenným sólovým nástrojem.

Pozice na pravoruké čtyřstrunné baskytaře ve standardním ladění EADG. Tečky pod pražci jsou vykládaní na hmatníku.